# Walter Paul Schreiber
Walter Paul Emil Schreiber (* 21. März 1893 in Berlin; † 5. September 1970 in San Carlos de Bariloche, Provinz Río Negro, Argentinien) war ein deutscher Arzt. Als Generalarzt war er Fachspartenleiter im Reichsforschungsrat und seit 1933 Mitglied der NSDAP.

## Biografie
Schreiber wuchs als Sohn des Postbeamten Paul Schreiber und dessen Ehefrau Johanna Marie Gertrud (geb. Kettlitz) auf. Nach dem Abitur in Berlin studierte er Medizin an den Universitäten in Berlin, Tübingen und Greifswald.
Nach seiner Freiwilligenmeldung für den Einsatz im Ersten Weltkrieg im Jahre 1914 diente Walter Schreiber im 42. Infanterie-Regiment und nahm an den Kämpfen in Frankreich teil. In der Marneschlacht wurde er verwundet. Nach seiner Genesung und weiteren Studien arbeitete er als Sanitätsarzt an der Westfront bis zum Jahre 1918.
Im Jahre 1920 promovierte er zum Doktor der Medizin an der Universität Greifswald. Im Zweiten Weltkrieg diente er im Sanitätswesen der Wehrmacht und wurde als Generalarzt Chef der Abteilung Wissenschaft und Gesundheitsführung der Heeressanitätsinspektion. Bei der Deutschen Forschungsgemeinschaft (DFG) nahm er die Aufgaben eines Bevollmächtigten für Seuchenbekämpfung wahr.
Im Oktober 1942 nahm Schreiber an der Tagung „Ärztliche Fragen bei Seenot und Winternot“ teil, bei der auch Ergebnisse der Menschenversuche im KZ Dachau vorgetragen wurden. Im Mai 1943 leitete Schreiber die dritte Arbeitstagung der beratenden Fachärzte der Wehrmacht. Dabei kam es zu einer Auseinandersetzung wegen der Versuche mit Fleckfieber an KZ-Gefangenen durch eine Stellungnahme des Generalarztes Gerhard Rose. Schreiber entzog daraufhin Rose das Wort und veranlasste, dass diese Kritik nicht in das Protokoll aufgenommen wurde.
Im Rahmen der Anwendung des Ipsenschen murinen Fleckfieberimpfstoffs gab Schreiber Rose 1943 den Auftrag, beim Hygiene-Institut der Waffen-SS nachzufragen, ob im KZ Buchenwald eine Anwendung des Impfstoffs erprobt werden könne. Die Stelle des Kommandeurs der Lehrgruppe C der Militärärztlichen Akademie nahm er im September 1943 ein.
Im Jahre 1944 wurde Schreiber bei Karl Brandt, dem Bevollmächtigten für das Gesundheitswesen, Wissenschaftlicher Beirat. 1945 wurde er durch die Sowjets interniert. Seine Berichte über Seuchen, bei denen er den Bezug der Menschenversuche vermieden hatte, weckten das Interesse der sowjetischen Behörden. So diente er dem sowjetischen Ankläger im Nürnberger Ärzteprozess, Roman Rudenko, als Zeuge gegen Ärzte des NS-Regimes, mit denen er zusammengearbeitet hatte.
Im September 1948 wurde er aus der sowjetischen Kriegsgefangenschaft in den östlichen Teil Deutschlands entlassen. In der Sowjetzone bot man ihm eine Funktion als Arzt in der neu gebildeten Volkspolizei an. Daraufhin floh er am 17. Oktober 1948 nach West-Berlin. Dort unterbreiteten ihm die alliierten Behörden das Angebot, beim Counter Intelligence Corps mitzuarbeiten. Darauf wurde er 1950 im Camp King in Oberursel als Arzt beschäftigt.
Im Rahmen der Operation Paperclip wechselte Schreiber im September 1951 an die School of Aviation Medicine auf die Randolph Air Force Base bei San Antonio in Texas, worüber am 7. Oktober 1951 in The New York Times berichtet wurde.
Der Journalist Drew Pearson publizierte im Jahre 1952 den Zusammenhang von Schreibers Tätigkeit im NS-Regime und seinem Auftritt im Nürnberger Ärzteprozess. Darauf versuchte der Direktor der Joint Intelligence Objectives Agency (JIOA), Oberst Benjamin Heckmeyer, den Schaden zu begrenzen. Als Ausweg schlug Schreiber vor, zu seiner Tochter nach Argentinien zu gehen. Am 22. Mai 1952 flog er nach Buenos Aires. Dort soll er als Arzt in einem Labor gearbeitet haben. Seine letzten Lebensjahre verbrachte er in Argentinien, wo er 1970 starb.
Aus seiner Ehe mit Olga Schreiber, geb. Conrad (1896–1992) gingen die Tochter Dorothea Irmgard Olga Johanna Schreiber (1925–2000) und der Sohn Paul-Gerhard Walter Wilhelm Schreiber (1934–2021) hervor.

## Veröffentlichungen
- Gemeinsam mit Wilhelm Ziegelmayer und Walther Kittel: Soldatenernährung und Gemeinschaftsverpflegung, Vorwort von Anton Waldmann und Friedrich Karmann, Steinkopff Verlag, Dresden und Leipzig 1939, DNB-Link